# شوشونی (آیداهو)
شوشونی(به انگلیسی: Shoshone) شهری در شهرستان لینکولن ایالت آیداهو است که جمعیت آن در سرشماری سال ۲۰۱۰ میلادی ۱٬۴۶۱ نفر بوده است.

## موقعیت جغرافیایی
موقعیت جغرافیایی شهرها و مناطق اطراف به شرح زیر است: